# Branislav Mezei
Branislav Mezei (Nitra, 8 ottobre 1980) è un hockeista su ghiaccio slovacco.

## Carriera
In NHL ha indossato le maglie di New York Islanders e Florida Panthers. Ha anche giocato in patria con HK Nitra e HK Dukla Trenčín; con i Belleville Bulls in OHL; con Lowell Lock Monsters, Bridgeport Sound Tigers e San Antonio Rampage in AHL. Inoltre ha militato nel campionato ceco e nella KHL.